# Bad Schwalbach
Bad Schwalbach es un municipio situado en el distrito de Rheingau-Taunus, en el estado federado de Hesse (Alemania). Su población estimada a finales de 2016 era de 10 849 habitantes.
Se encuentra ubicado al suroeste del estado, a poca distancia de la orilla este del río Rin, que lo separa del estado de Renania Palatinado.